# Marshall Brickman
Marshall Michael Brickman (Rio de Janeiro, 25 agosto 1939 – New York, 29 novembre 2024) è stato uno sceneggiatore e regista statunitense, celebre soprattutto per la sua proficua collaborazione con Woody Allen, che gli valse anche un Oscar alla migliore sceneggiatura originale.

## Biografia
Dopo aver frequentato la University of Wisconsin, iniziò a lavorare come autore televisivo negli anni sessanta, lavorando per Candid Camera, The Tonight Show e The Dick Cavett Show. Fu durante questo periodo che incontrò Allen, con il quale poi collaborò come co-sceneggiatore in diverse pellicole degli anni settanta, tra le quali Il dormiglione, Io e Annie (che gli fruttò l'Oscar alla migliore sceneggiatura originale) e Manhattan.
Successivamente Brickman decise di passare dietro la macchina da presa per dirigere personalmente alcune sue sceneggiature negli anni ottanta, ma nessuna di queste ottenne un gran successo. 
Originariamente Io e Annie avrebbe dovuto includere una sottotrama in cui i due protagonisti indagavano su un omicidio. Alla fine Brickman e Allen decisero però di tagliare questa linea narrativa, che divenne poi la base nel 1993 per la sceneggiatura di Misterioso omicidio a Manhattan. Per questo motivo Brickman è accreditato come co-sceneggiatore.

## Filmografia

### Regista
- Simon (1980)
- Un incurabile romantico (Lovesick) (1983)
- Gioco mortale - Manhattan Project (The Manhattan Project) (1986)

### Sceneggiatore
- Il dormiglione (Sleeper), regia di Woody Allen (1973)
- Io e Annie (Annie Hall), regia di Woody Allen (1977)
- Manhattan, regia di Woody Allen (1979)
- Simon (1980)
- Un incurabile romantico (Lovesick) (1983)
- Gioco mortale - Manhattan Project (The Manhattan Project) (1986)
- Giorni di gloria... giorni d'amore (For the Boys), regia di Mark Rydell (1991)
- Misterioso omicidio a Manhattan (Manhattan Murder Mystery), regia di Woody Allen (1993)
- Trappola d'amore (Intersection), regia di Mark Rydell (1994)
- Jersey Boys, regia di Clint Eastwood (2014)